# Cofradía de María del Dulce Nombre
La Cofradía de María del Dulce Nombre es una hermandad católica de la ciudad de León, España. Fue fundada en 1991 y tiene su sede en la parroquia de San Martín.

## Historia
El 15 de enero de 1991 se formó una comisión para la elaboración de los estatutos de la Cofrafía de María del Dulce Nombre. Estos fueron aprobados el 10 de mayo y la primera Junta de Seises tomó posesión en el convento de las Madres Benedictinas Carbajalas. Desde este lugar salió por primera vez, el 16 de abril de 1992 (Jueves Santo), la procesión de María al Pie de la Cruz Camino de la Esperanza -en la actualidad sale del convento de los Padres Franciscanos Capuchinos.
Desde 1995 se celebra el aniversario de la aparición de la Virgen del Camino, su titular, con procesión-romería, portando la imagen desde la Basílica al Humilladero, lugar de su aparición.

## Emblema
El emblema está formado por un corazón atravesado por los siete cuchillos del Dolor de María y por detrás una cruz con sudario. Todo ello aparece orlado por un cíngulo dorado sobre fondo verde.

## Indumentaria

Indumentaria

El hábito se compone de túnica negra y capillo, bocamangas y cíngulo verde. Se completa con camisa blanca y pantalón, guante, calcetín y zapato negro. La Junta de Seises sustitute el capillo por un capirote, siendo este y las bocamangas de terciopelo verde, y añade una capa de raso negro.

## Actos y procesiones
- Domingo de Ramos: Procesión de las Palmas.
- Jueves Santo: Procesión María al Pie de la Cruz Camino de la Esperanza.

## Pasos
- Jesús Consuela a las Mujeres de Jerusalén: obra de Bartolomé Alvarado realizada entre 2003-2004, es pujada por 104 braceras.
- La Cruz Gloriosa: obra de José Ajenjo de 1992, es pujada por 94 braceras.
- Virgen del Camino, Esperanza Nuestra: realizada por José Antonio Navarro Arteaga en 2022,[2] es pujada por 90 braceras.
- María Santísima del Dulce Nombre y San Juan Evangelista: obra realizada por Luis Alberto García Jeute entre 1994-1996, es pujada por 102 braceras.

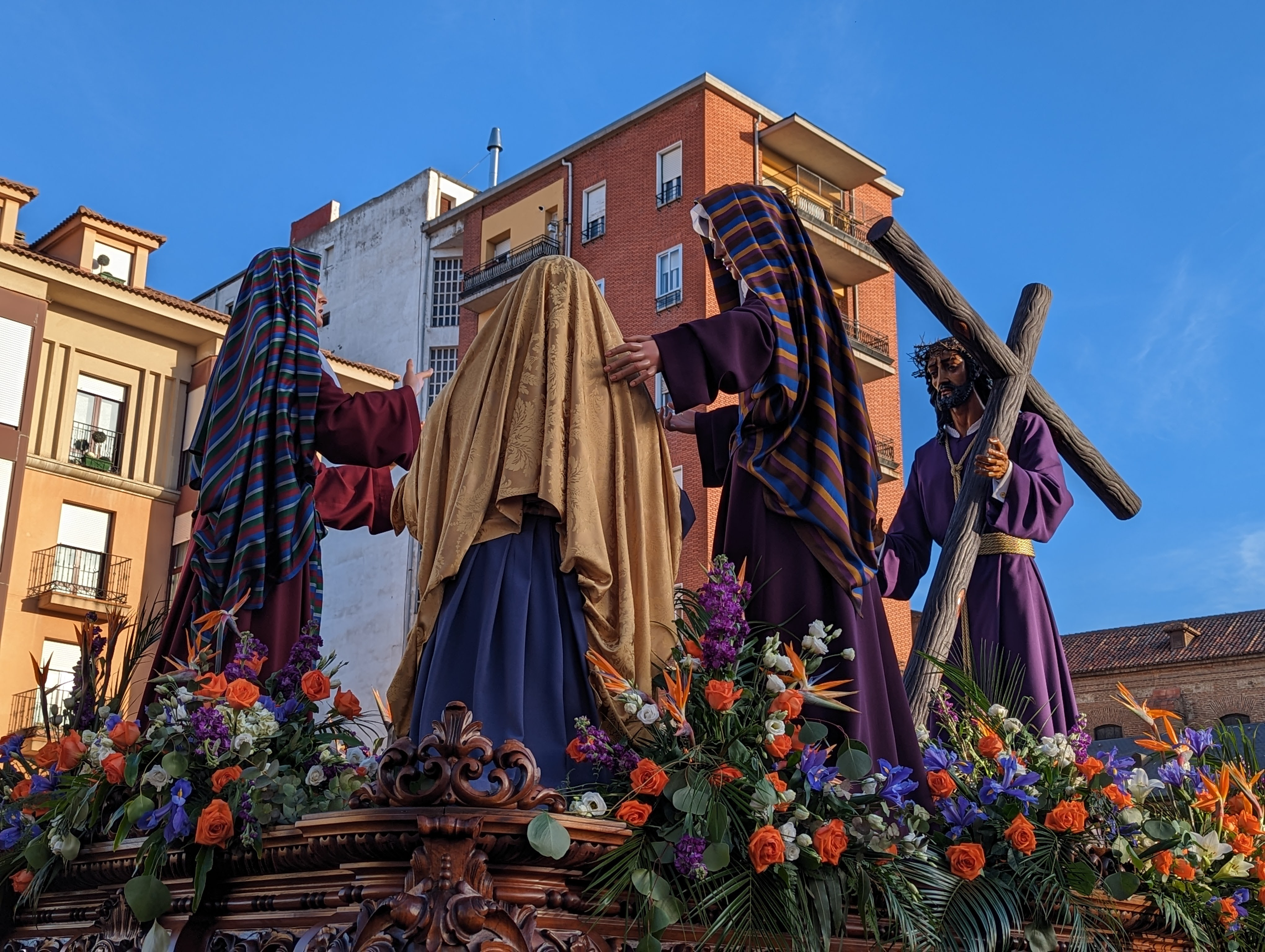
Jesús Consuela a las Mujeres de Jerusalén
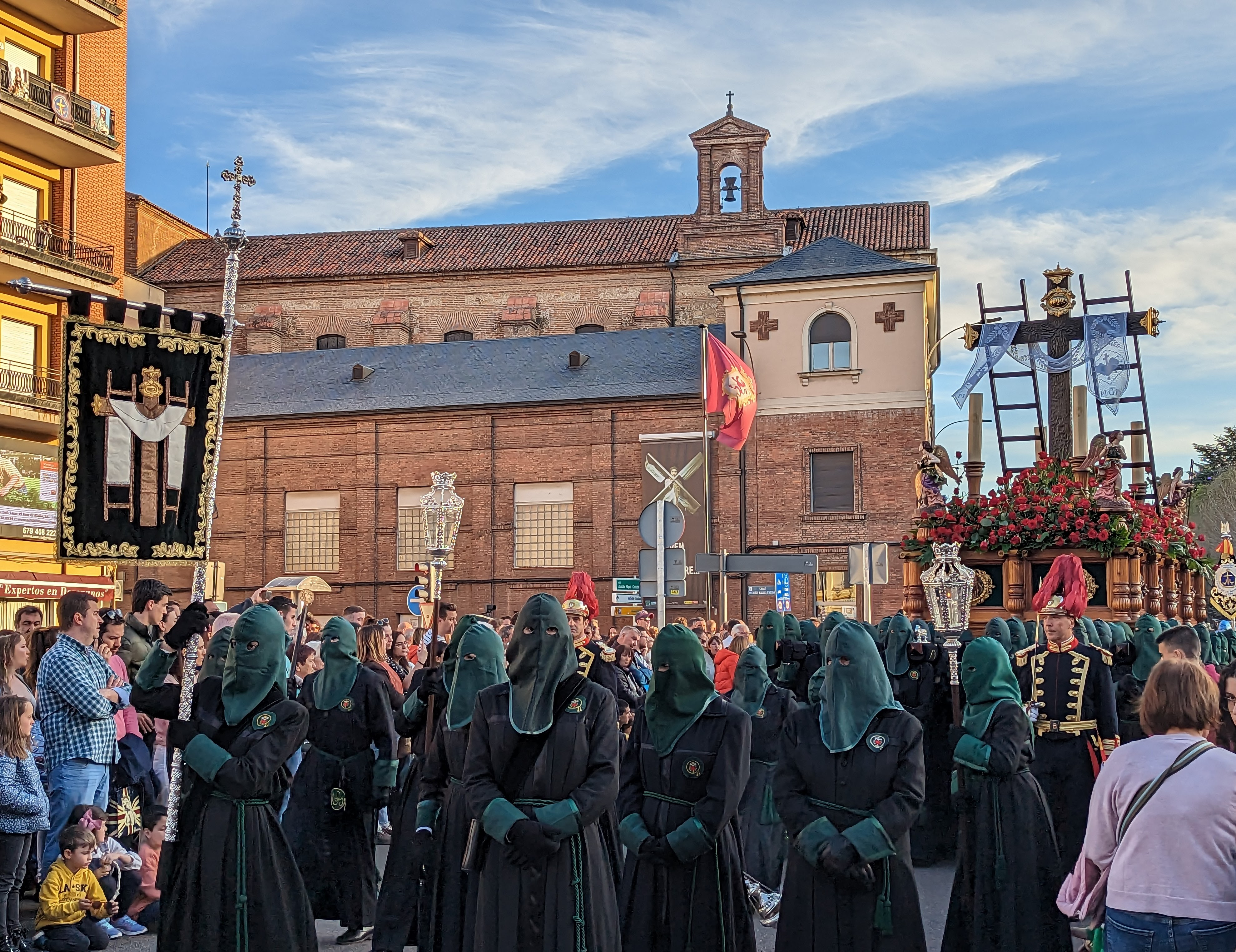
La Cruz Gloriosa
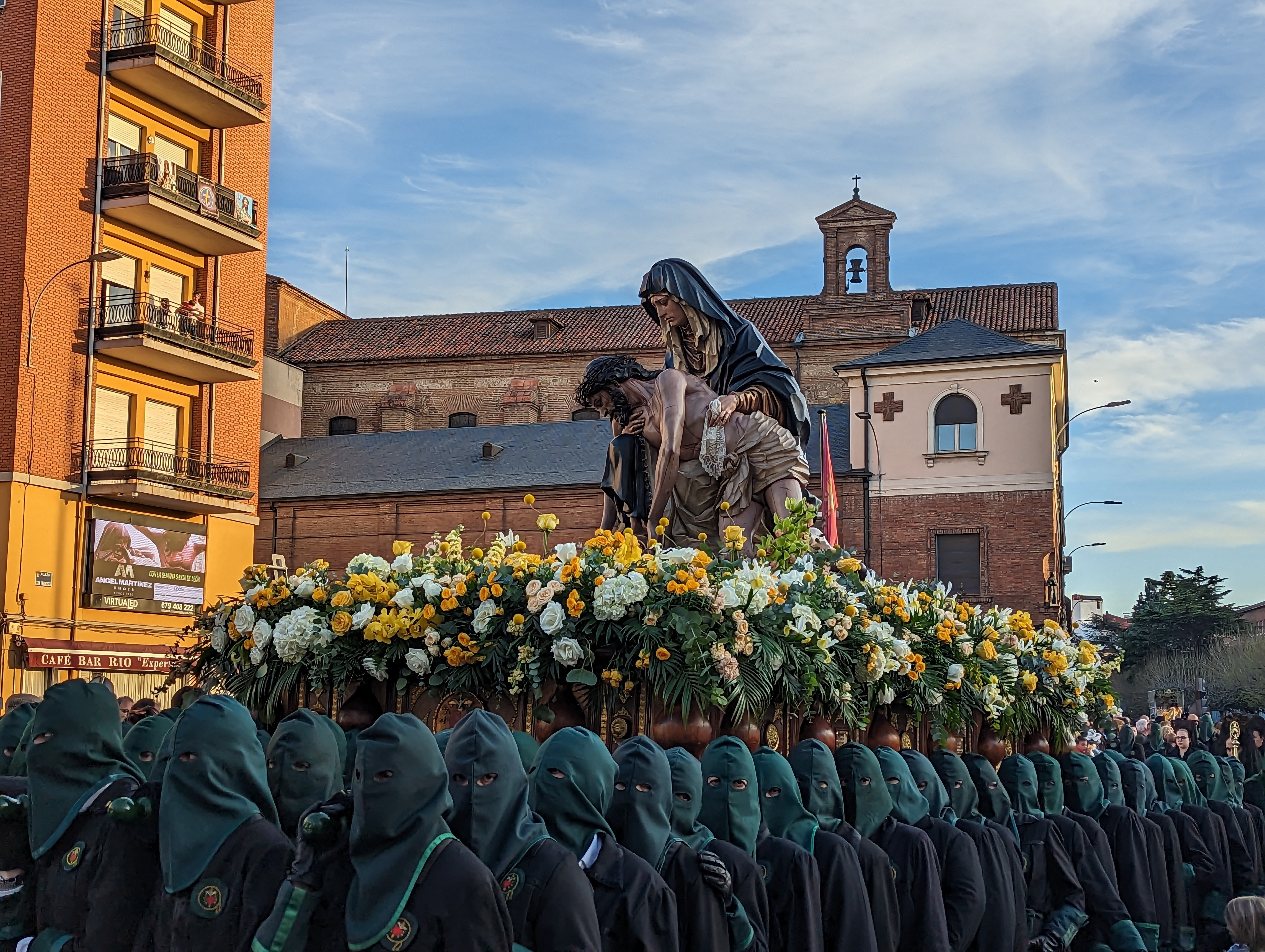
Virgen del Camino
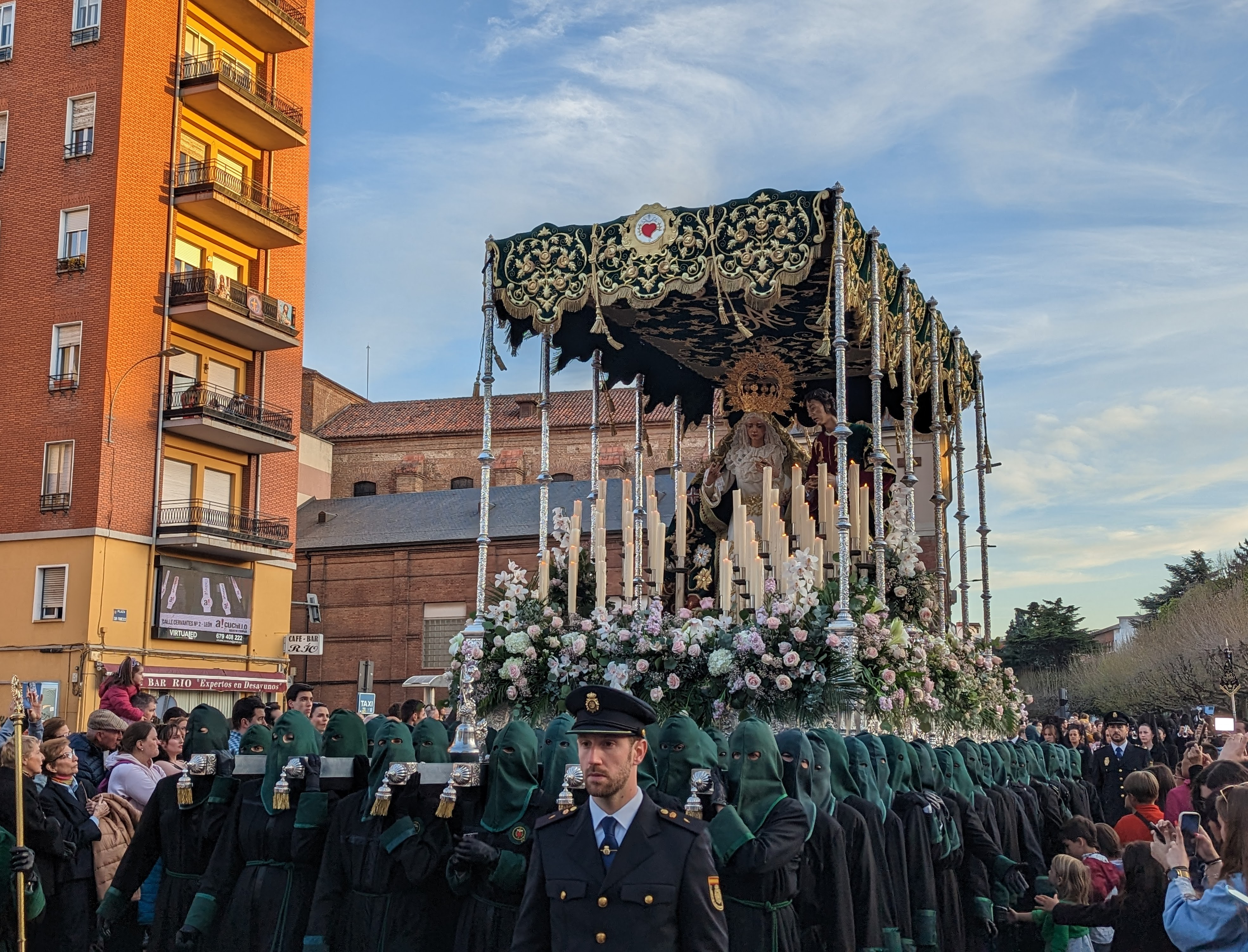
María Santísima del Dulce Nombre y San Juan Evangelista